# Iurie Miterev
Iurie Miterev, ros. Юрий Владимирович Митерев, Jurij Władimirowicz Mitieriew (ur. 28 lutego 1975 w Kiszyniowie, Mołdawska SRR, zm. 26 czerwca 2012 tamże) – mołdawski piłkarz, występujący na pozycji napastnika, a wcześniej pomocnika, reprezentant Mołdawii.

## Kariera piłkarska

### Kariera klubowa
Wychowanek klubu Zimbru Kiszyniów, w którym w wieku 17 lat rozpoczął karierę piłkarską. 10 lat bronił barw miejscowego zespołu. W sezonie 1996/97 zdobył 34 bramki в 23 meczach, w ostatniej kolejce strzelając 9 goli w meczu z Attilą Ungheni (15:1). Latem 2002 przeszedł do Czornomorca Odessa. W lipcu 2006 przeniósł się do Zorii Ługańsk, ale już 5 października 2006 został zwolniony dyscyplinarnie przez naruszenie dyscypliny pracy. Piłkarz odwołał się od tej decyzji do FIFA. Następnie podtrzymywał swoją formę sportową w Dacii Kiszyniów, a w sierpniu 2007 został piłkarzem klubu Maszuk-KMW Piatigorsk, w którym zakończył karierę piłkarską. W 2010 lekarze postawili diagnozę, że piłkarz chory na białaczkę.

### Kariera reprezentacyjna
W latach 1992–2005 występował w narodowej reprezentacji Mołdawii. Łącznie rozegrał 36 meczów i strzelił 8 goli.

## Choroba i śmierć
Jeszcze w 2010 u Mitereva znaleźli poważną chorobę krwi – przewlekła białaczkę. Dzięki pomocy finansowej przyjaciół, kolegów, klubów, w których grał, fanów, jak również wszystkich zainteresowanych, rozpoczęto kosztowne leczenie. Pomimo starań lekarzy Miterev zmarł 26 czerwca 2012 w wieku 37 lat.

## Sukcesy i odznaczenia

### Sukcesy klubowe
- mistrz Mołdawii: 1992, 1992/93, 1993/94, 1994/95, 1995/96, 1997/98, 1998/99, 1999/00
- wicemistrz Mołdawii: 1996/97, 2000/01
- brązowy medalista Mistrzostw Mołdawii: 2001/02
- zdobywca Pucharu Mołdawii: 1996/97, 1999/98
- finalista Pucharu Mołdawii: 1994/95, 1999/00
- brązowy medalista Mistrzostw Ukrainy: 2005/06